# Gertrude Stein
Gertrude Stein (Allegheny, 3 febbraio 1874 – Neuilly-sur-Seine, 27 luglio 1946) è stata una scrittrice e poetessa statunitense.

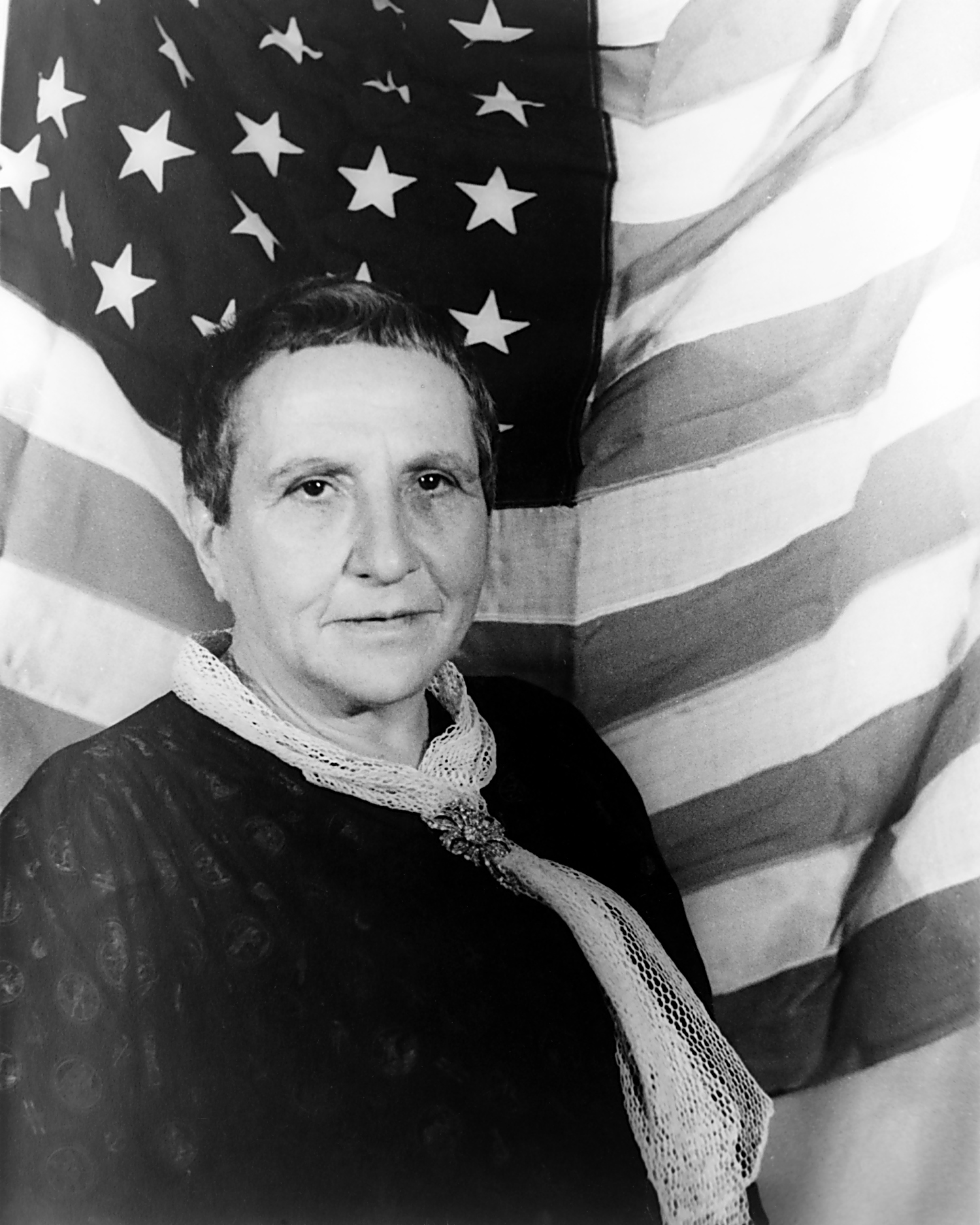
Gertrude Stein, fotografata da Carl Van Vechten nel 1935

Con la sua attività e la sua opera diede un impulso rilevante allo sviluppo dell'arte moderna e della letteratura modernista. Trascorse la maggior parte della sua vita in Francia. Apertamente lesbica, la sua relazione more uxorio con Alice Toklas è una delle più celebri della storia LGBT.
Celebre è il Ritratto di Gertrude Stein del 1906 che le fece Picasso, conosciuto nel 1905 grazie al collezionista d'arte Henri-Pierre Roché. Il quadro, riconosciuto dagli storici dell'arte come il primo passo embrionale verso lo stile cubista, è conservato al Metropolitan Museum of Art di New York.

## Biografia
Stein nacque il 3 febbraio 1874 in un sobborgo di Allegheny, Pennsylvania, annesso a Pittsburgh nel 1907. Era l'ultima dei cinque figli (Michael, Simon, Leo e Bertha) di Daniel Stein e Amelia Keyser. Nacque in una famiglia dell'alta borghesia tedesca, di origine ebraica.
All'età di tre anni si trasferì con la famiglia prima a Vienna e poi a Parigi. Due anni dopo la famiglia fece ritorno in USA e si stabilì ad Oakland, in California, dove Gertrude iniziò gli studi. Nel 1893 si trasferì con il fratello Leo a Cambridge (Massachusetts), dove studiò biologia e filosofia al Radcliffe College (la versione femminile della più famosa Harvard University) laureandosi nel 1897. Fecero seguito due anni alla Johns Hopkins Medical School (Baltimora) dove studiò psicologia e medicina (esperienza negativa di cui comunque si servì come base per il racconto Melanctha).
Nel 1902 si trasferì in Francia, che era allora al culmine del momento di creatività artistica, a Montparnasse. Dal 1903 fino alla sua morte la Stein visse a Parigi. Fino al 1914 divise la casa con il fratello Leo, che divenne un raffinato critico d'arte. Per l'intera vita non ebbe preoccupazioni finanziarie, vivendo di un vitalizio garantito dall'azienda del fratello Michael. Gertrude Stein incontrò la compagna della sua vita, Alice Toklas, nel settembre 1907, in compagnia di Harriet Levy. Gertrude e Alice s'innamorarono, e la loro relazione (nonostante momenti difficili, specie a causa dei numerosi tradimenti con altre donne da parte di Gertrude) durò per tutto il resto della loro vita, fino alla morte della Stein.
Alice andò a vivere con Leo e Gertrude nel 1909, fornendo un sostegno importante al lavoro della compagna, della quale diventò ufficialmente la dattilografa, ma di fatto manager e nume tutelare. Fu un rapporto di co-dipendenza, reso possibile da un amore intensissimo, apparentemente modellato sul rapporto butch-femme, in cui la Stein era l'elemento dominante, ma nel quale la Toklas (che amava ostentare il ruolo di "moglie" femminile e dominata, al punto da voler essere sepolta sì assieme alla Stein, ma con il nome scritto sul retro della lapide) giocava il ruolo dell'"eminenza grigia". D'altro canto, a ulteriore conferma del rapporto di co-dipendenza della coppia, non si può non osservare come l'opera della Stein più nota al grande pubblico sia l'Autobiografia di Alice Toklas, scritta da lei e non dalla Toklas.
Fu questa l’opera che la condusse al successo di pubblico. Gertrude Stein racconta di aver studiato ad Harvard e aver eseguito, sotto la direzione di un giovane William James, vari esperimenti sulla scrittura automatica, al punto di pubblicare una ricerca scientifica nella rivista Harvard Psychological Review.
Leo e Gertrude Stein misero insieme una delle prime collezioni d'arte cubista, includendo tele di artisti come Pablo Picasso, Henri Matisse, André Derain. Letteralmente tappezzato di quadri dell'avanguardia, lo studio parigino condiviso da fratello e sorella in rue de Fleurus 27 ospitò scrittori e artisti come Ezra Pound, Ernest Hemingway, Thornton Wilder, Sherwood Anderson e Georges Braque. Per alcuni degli scrittori statunitensi lontani dalla propria terra che ebbe modo di ospitare, la Stein coniò il termine Lost Generation (generazione perduta). Molti compositori hanno fornito un'ambientazione musicale per le opere di Gertrude Stein. Tra questi, Virgil Thomson ne usò un libretto nella sua opera Four Saints in Three Acts nel 1934. Entrata all'ospedale statunitense di Neuilly-sur-Seine il 19 luglio 1946 per essere operata allo stomaco per un cancro, morì il 27 luglio. Riposa nel cimitero di Père-Lachaise.

### Curiosità
Quando la Gran Bretagna dichiarò guerra alla Germania, durante la prima guerra mondiale, Gertrude Stein ed Alice Toklas stavano visitando il Regno Unito con Alfred North Whitehead. Tornate in Francia, e dopo che la Stein ebbe imparato a guidare grazie al suo amico William Edwards Cook, si offrirono volontarie per guidare veicoli di rifornimento per ospedali francesi, ricevendo poi un'onorificenza del governo francese per questa attività.

## Nella cultura di massa
- Nel film I colori dell'anima (2004) è interpretata da Miriam Margolyes.
- Nel film Midnight in Paris (2011) è interpretata da Kathy Bates.

## Opere
L'importanza di Gertrude Stein nella letteratura del Novecento supera la sua seppur ragguardevole produzione, dato il ruolo che ella assunse «per la letteratura degli "espatriati", fulcro e centro di tutta la più attiva produzione letteraria americana contemporanea».
La sua è una narrazione non strutturata convenzionalmente, che vuole svincolarsi da certi obblighi. Anche nella vita la scrittrice esorta alla conquista della libertà e dunque all'abbandono delle consuetudini, che per lei sono assoggettamenti paralizzanti e punitivi. La sua vastissima produzione è improntata a una sistematica, spesso sconcertante, commistione di generi e a uno sperimentalismo linguistico fondato sull'applicazione del principio cubista della scomposizione: il Cubismo è per lei la quintessenza della risoluzione concettuale di una immagine. La sua passione per l'arte moderna - e per il Cubismo in particolare - fu tale che Picasso le dedicò un ritratto quadro, poi divenuto famosissimo.
Stein scrisse molto, sempre con grande acutezza e con esemplare capacità d'osservazione, ma due sono i libri che caratterizzano la sua scrittura: Tre esistenze (Three Lives, 1909; tr. it Tre esistenze, Torino, Einaudi, 1940) e L'autobiografia di Alice B. Toklas (The Autobiography of Alice B.Toklas, 1933; tr.it L'autobiografia di Alice B. Toklas, Torino, Einaudi, 1972).
Il primo contiene la filosofia della scrittrice e cioè che tutte le tre esistenze finiscono male. Finiscono male perché i personaggi seguono regole sociali fossilizzate, non trovano il coraggio di reagire alle offese della vita. «La vittoria dell'individuo cui lei allude, non può certo avvenire dopo una breve esperienza materialistica. Il materialismo è un rullo compressore, è qualcosa di ottuso che si fa valere solo perché è grande e grosso. Perché avvenga che i concetti umani prendano il potere sul mondo intero, occorre che questi concetti siano completi, non parziali». Occorre che comprendano l'intera fenomenologia umana e non solo la sopravvivenza fisica.
Il secondo libro di Stein è quello di maggior successo. Perché fu lei e solo lei a scriverlo, immedesimandosi nell'amica. Ovviamente è la morbosità la sua vera attrazione: Stein non usa mezze misure nel descrivere il suo rapporto con Toklas, elevando, anzi, un inno a questa insolita esperienza (parlare di omosessualità, in quegli anni, era impossibile).
Per quanto riguarda le opere teatrali, uno snodo importante nella produzione di Gertrude Stein è rappresentato da Geografia e Drammi (Geography and Plays, Boston 1922; tr. it Geografia e Drammi, Macerata, Liberilibri, 2010). Pubblicato nel 1922, è il libro nel quale Gertrude affida a una scrittura vertiginosa e spericolata i momenti più significativi della sua avventura umana e letteraria. In esso si alternano riflessioni sulla propria figura di intellettuale statunitense espatriata in Europa, sui contatti con i grandi artisti di quegli anni, sui viaggi in Spagna, in Italia e in Inghilterra, sulla sua convivenza scandalosa con Alice Toklas.
«Noi devoti leggiamo la pagina steiniana avendo accettato la sospensione del significato, e navighiamo a vista in una dimensione di assenza del senso, avendo oltrepassato le colonne d'Ercole del bisogno di assegnare a ogni significante il suo significato, verso il mare aperto di un'avventura in cui la lingua è una sorpresa.» (Dall'Introduzione di Nadia Fusini a Geografia e Drammi).

### Elenco delle opere
- Three Lives, Grafton Press, New York, 1909
  - Tre esistenze, trad. di Cesare Pavese, Einaudi, Torino, 1940
- Tender Buttons, 1914
  - Teneri bottoni, trad. di Marina Morbiducci e Edward G. Lynch, Liberilibri, Macerata, 1989
- Geography and Plays, Boston, 1922
  - Geografia e drammi, trad. di Fiorenzo Iuliano, Liberilibri, Macerata, 2010
- The Making of Americans. Being a History of a Family's Progress, Contact Editions, Parigi, 1925
  - C'era una volta gli americani, trad. di Barbara Lanati e Luigi Sampietro, Einaudi, Torino, 1972
- Composition As Explanation, Londra 1926
- Useful Knowledge, New York, 1928
- Lucy Church Amiably, Parigi, 1930
- Operas and Plays, Parigi 1931
- How to Write, Parigi, 1931
- Before The Flowers of Friendship Faded, Friendship Faded, Parigi, 1931
- Matisse Picasso and Gertrude Stein with Two Shorter Stories, Parigi, 1933
- The Autobiography of Alice B. Toklas, 1933
  - Autobiografia di Alice Toklas, trad. di Cesare Pavese, Collana Saggi n.8, Einaudi, Torino, 1938; Introduzione di Richard Bridgman, Collana NUE n.136, Einaudi, 1972; Collana Gli struzzi n.159, Einaudi, 1978; Collana Einaudi Tascabili. Saggi, Einaudi, 2003; Prefazione di Giuseppe Scaraffia, Collana Letture n.26, Einaudi, 2010, ISBN 978-88-062-0286-6.
  - Autobiografia di Alice Toklas, trad. e prefazione di C. Pavese, Xedizioni, Cagliari, 2020, ISBN 978-88-985-5647-2.
  - Autobiografia di Alice B. Toklas, trad. Massimo Scorsone, Lindau, Torino, 2020, ISBN 978-88-335-3227-1.
  - Autobiografia di Alice B. Toklas, a cura di Alessandra Sarchi, Marsilio, Venezia, 2021, ISBN 978-88-297-0900-7.
- Portraits and Prayers, New York, 1934.
- Four Saints in Three Acts, New York 1934 (libretto per l'opera di Virgil Thomson)
- Lectures in America, New York, 1935
  - Conferenze americane, trad. di Caterina Ricciardi e Grazia Trabattoni, Lucarini, Roma, 1990.
- Narration: Four Lectures, Chicago, 1935
- The Geographical History of America; or the Relation of Human Nature to Human Mind, New York, 1936
  - La storia geografica dell'America, o Il rapporto della natura umana con la mente umana, trad. di Giulia Niccolai, La Tartaruga, Milano, 1980
- Everybody Autobiography, New York, 1937
  - Autobiografia di tutti, trad. di Fernanda Pivano, La Tartaruga, Milano, 1976; col titolo Autobiografia per tutti, La Tartaruga, 1993; Nottetempo, Milano, 2017, ISBN 978-88-74-52652-9.
- Picasso, Londra, 1938
  - Picasso, trad. di Vivianne Di Maio, Collana Piccola Biblioteca n.7, Adelphi, Milano, 1973, ISBN 978-88-459-0161-4.
  - Picasso, trad. Masolino D'Amico, Skira, Milano, 2017, ISBN 978-88-572-3508-0.
- The World Is Round, New York, 1939
  - Il mondo è rotondo, trad. di Rossella Mamoli Zorzi, Emme, Trieste, 1980
- Paris, France, Londra, 1940
  - Parigi, Francia, EDT, Torino, 1997
- What Are Masterpieces, Los Angeles, 1940
- Ida, A Novel, New York, 1941
  - Ida, trad. di Giorgio Monicelli, Mondadori, Milano, 1948
- Wars I Have Seen, New York, 1945
  - Guerre che ho visto, trad. di Giorgio Monicelli, Mondadori, Milano, 1947
- Looking for a Young Painter, Yale University Press, 1945
- Brewsie and Willie, New York, 1946
- Four in America, New Haven, 1947
- The Gertrude Stein First Reader and Three Plays, Dublino, 1946
- Blood On the Dining-Room Floor, Pawlet (Vermont), 1948
  - Sangue in sala da pranzo, Editori Riuniti, Roma, 1985
  - Sangue in sala da pranzo, trad. di Benedetto Bidi, Sellerio, Palermo, 2011
- Last Operas and Plays, a cura di Carl Van Vechten, New York, 1949
  - Ultime opere e drammi, a cura di Marina Morbiducci, trad. di Maria Rosa Piranio, Camilla Balsamo e Fiorenzo Iuliano, Liberilibri, Macerata, 2011.
- Things As They Are, 1950 (postumo, scritto nel 1903) 
  - Come volevasi dimostrare, trad. di F. Bossi, Einaudi, Torino, 1975
  - Q.E.D.,[9] trad. di Salvatore Asaro, Introduzione di Caterina Ricciardi, Croce Libreria, Roma, 2015, ISBN 978-88-640-2238-3.
- Fernhurst (postumo, scritto nel 1904)
  - Fernhurst. La storia di Philippe Redfern. Studioso della natura delle donne, trad. di Salvatore Asaro, Croce Libreria, Roma, 2016, ISBN 978-88-640-2259-8.